# 엘티그레섬

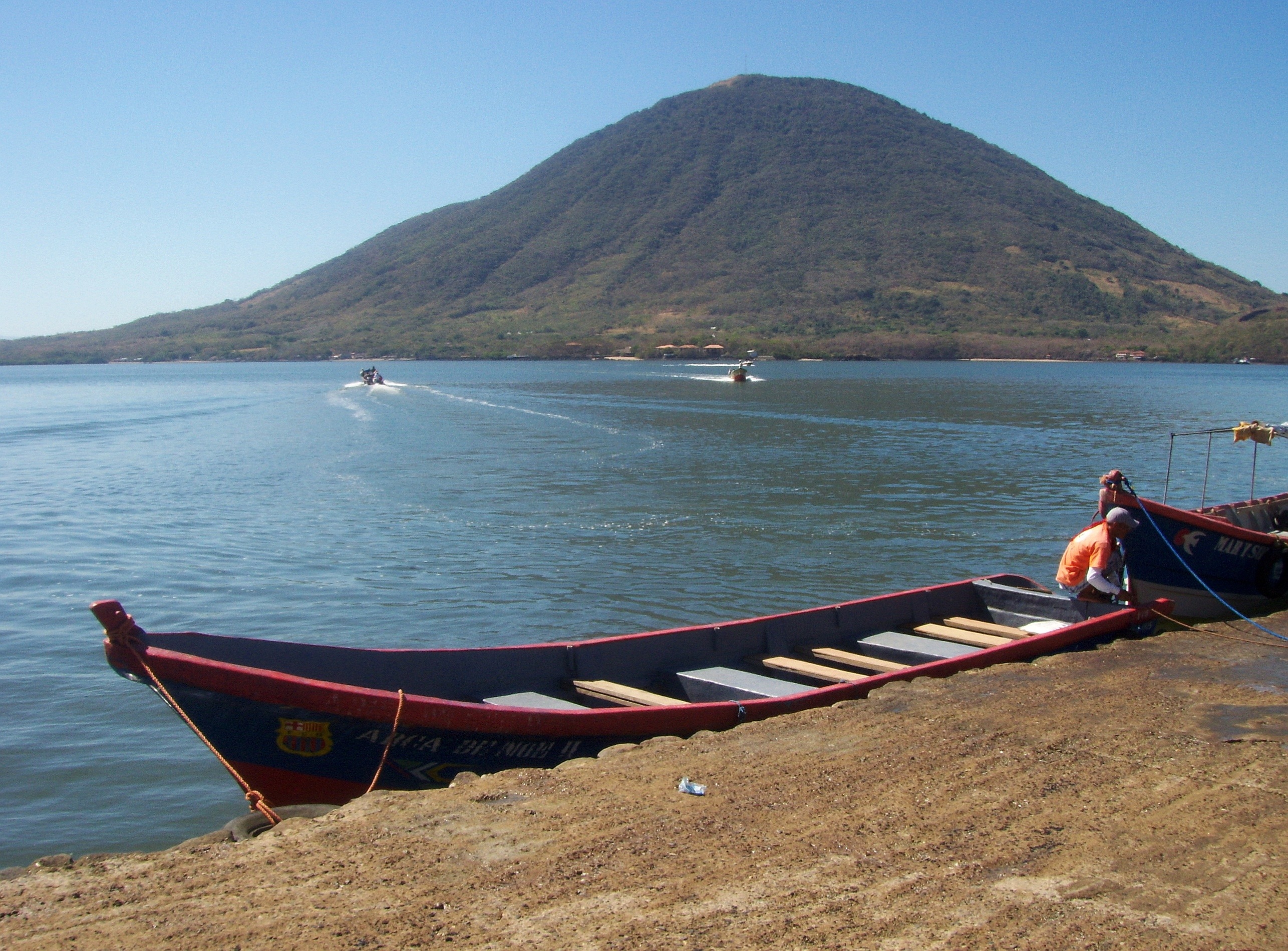

엘티그레섬(스페인어: El Tigre, 영어: Tiger Island)은 온두라스 폰세카만의 섬이다.
온두라스와 엘살바도르, 니카라과 3개 국가가 폰세카만에 위치한 섬에 대한 권리를 놓고 오랫동안 분쟁을 지속해왔으며, 1992년 국제 사법 재판소의 결정으로 엘살바도르는 메앙게라 섬과 메앙게리타 섬을, 온두라스는 엘티그레 섬을 획득하였다.